# Bugallon
Bugallon ist eine Stadtgemeinde in der philippinischen Provinz Pangasinan. 

## Geschichte
Die Gemeinde, die 1714 von Dominikanern gegründet wurde, hieß ursprünglich Salasa. 1747 wurde die Kirche von Salasa gebaut, welche heute noch eine der größten in der gesamten Provinz ist.

## Baranggays
Bugallon ist in folgende 24 Baranggays aufgeteilt:
| - Angarian - Asinan - Banaga - Bacabac - Bolaoen - Buenlag - Cabayaoasan - Cayanga - Gueset - Hacienda - Laguit Centro - Laguit Padilla | - Magtaking - Pangascasan - Pantal - Poblacion - Polong - Portic - Salasa - Salomague Norte - Salomague Sur - Samat - San Francisco - Umanday |